# Diaphananthe
Diaphananthe é um género botânico pertencente à família das orquídeas (Orchidaceae).